# Hannibal Mago
Hannibal (bijgenaamd Mago) was een kleinzoon van Hamilcar Mago.
Hij was suffeet van Carthago in 410 v.Chr. en voerde in 409 het bevel over de legermacht die de Carthagers op verzoek van Segesta naar Sicilië stuurden. Hij veroverde de Griekse steden Selinous en Himera en liet 3000 krijgsgevangenen ombrengen, als wraak voor de nederlaag van zijn grootvader in de Slag bij Himera.
Hannibal Mago overleed in 406 v.Chr. aan de pest, tijdens het Beleg van Akragas.